# Nelson Famadas
Nelson Famadas é um proeminente homem de negócios porto-riquenho, de família brasileira, que foi candidato a Comissionário Residente pelo Novo Partido Progressivo de Porto Rico em 1984. Ele previamente serviu como Chefe do Conselho Econômico de Romero Barceló.
Famadas é conhecido como bem-sucedido empresário em Porto Rico e na Florida e um dos principais divulgadores da Episcopal Church of the United States' Diocese de Porto Rico. Famadas atualmente ocupa o cargo de "Vice Chairman" do Sun American Bank em Boca Ratón, Florida, Chairman e CEO da Gables Holding Corporation, Professor Adjunto, Master Operations Management, da School of Business Administration da Florida International University (FIU).
Desde 2007 Famadas é citado na prestigiada revista de finanças Forbes como um dos empresários mais poderosos dos Estados Unidos e uma das grandes fortunas da América.
Sendo um tradicional Democrata, Famadas foi um dos grandes arrecadadores de fundos para a campanha do Presidente dos Estados Unidos Barack Obama.